# Autopartage
Ne doit pas être confondu avec covoiturage.
 (juillet 2020).
 (novembre 2020).

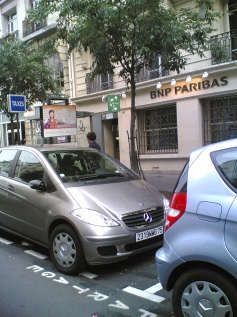
Voitures en autopartage à Paris.

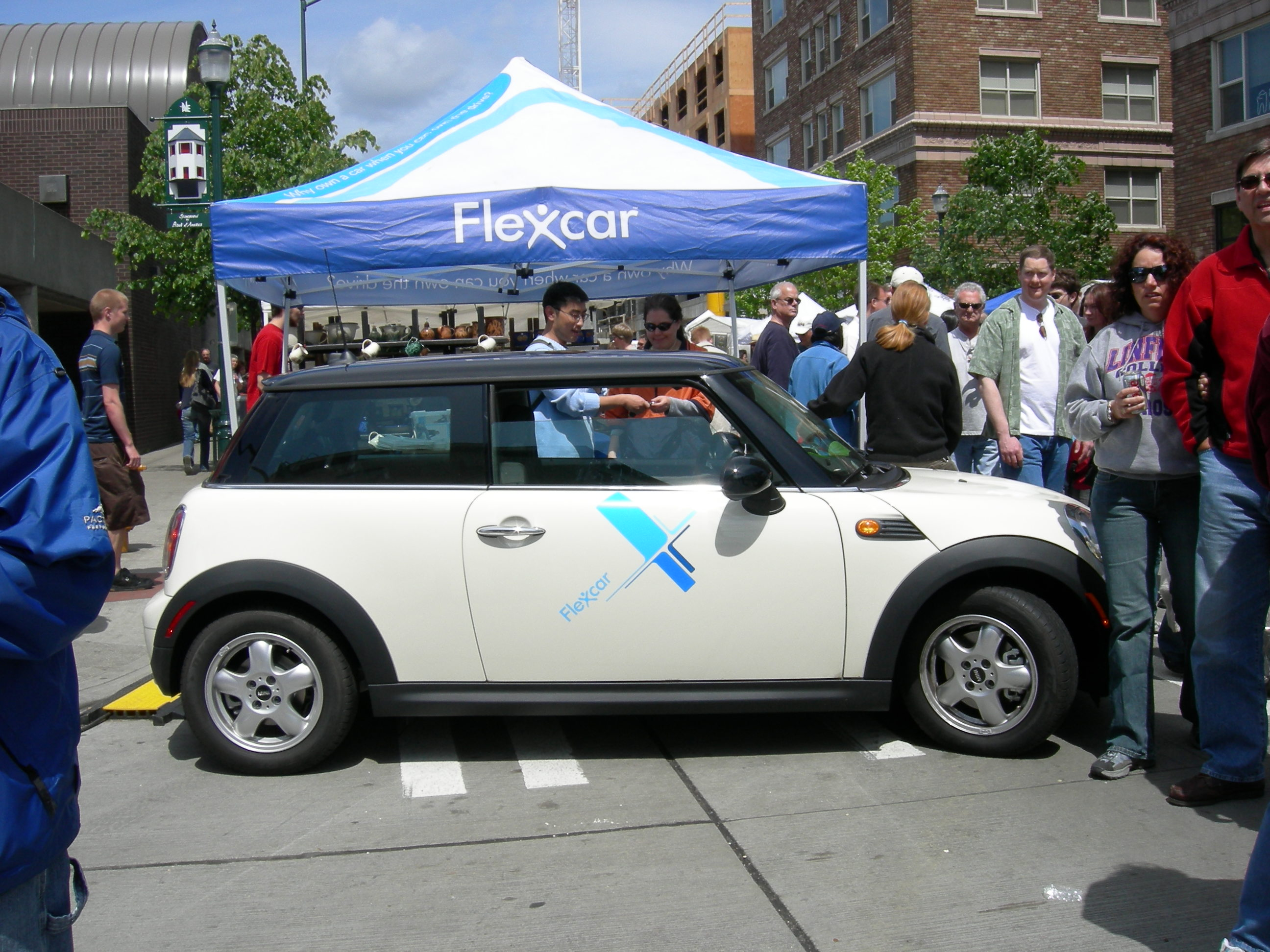
Opération de démonstration du système Flexcar (devenu Zipcar) dans le district universitaire de Street Fair, de Seattle, État de Washington, États-Unis.

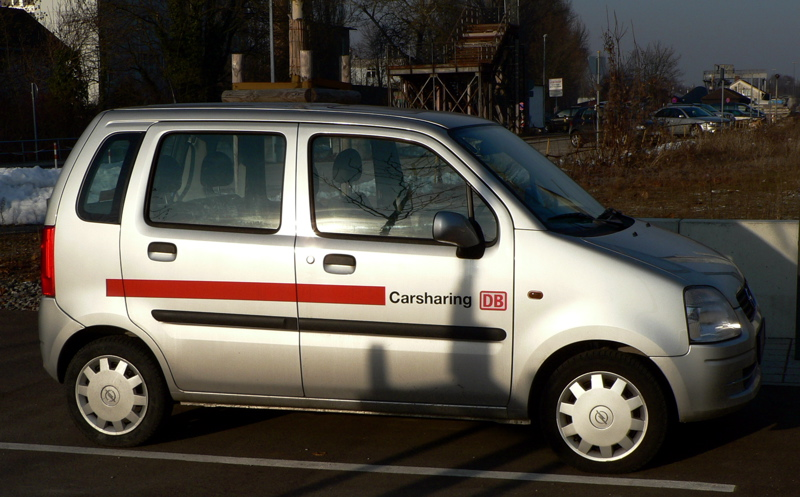
Véhicule de DB Carsharing à Ravensburg, Allemagne.

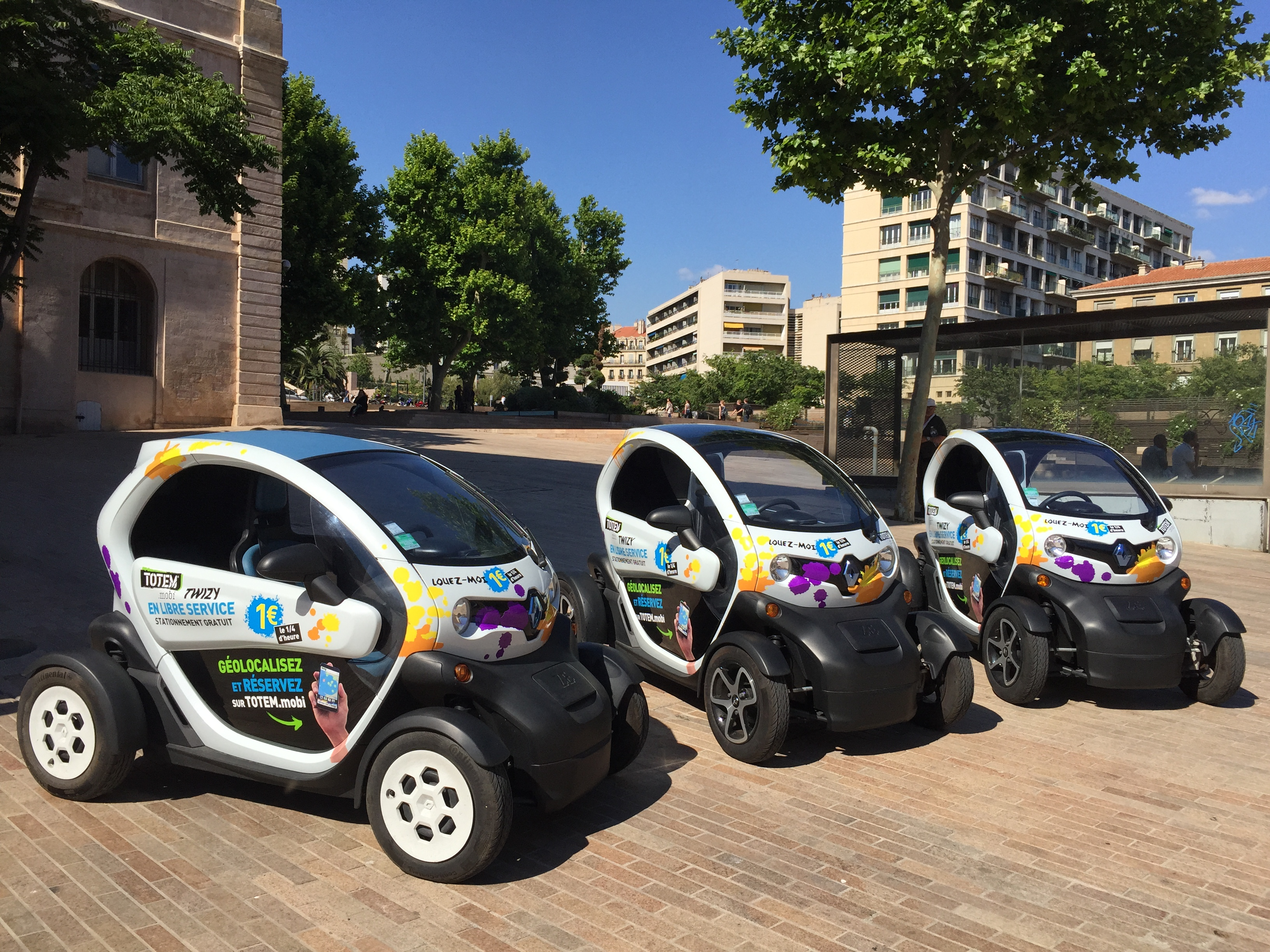
Service d'autopartage sans borne ou avec stationnement libre (free floating).

L'autopartage, (anglais : car sharing), ou voitures en libre-service, est la mise en commun d'une flotte de véhicules à moteur au profit d'abonnés à un organisme gestionnaire des véhicules. Chaque abonné peut utiliser un véhicule pour le trajet de son choix et pour une durée limitée. Contrairement au covoiturage, pratique consistant à partager un véhicule sur des trajets communs, l'autopartage permet l'usage successif d'une voiture par des utilisateurs différents. L'autopartage peut être mis en œuvre par une société commerciale, une agence publique, une coopérative, une association, ou un groupe de personnes.
Le système s'inscrit dans une logique de mobilité partagée, qui permet à ses utilisateurs d'utiliser un moyen de transport sans posséder le véhicule, par l'achat d'un service et non d'un bien. Les coûts d'achat, d'entretien des véhicules et de recherche de places de stationnement sont alors mutualisés au sein du service d'autopartage.
Ce fonctionnement s'est décliné sous différentes formes depuis les années 1950. En 2019, l'Agence de l'environnement et de la maîtrise de l'énergie (ADEME) considère l'autopartage comme une alternative à l'usage ou à la propriété individuelle d'un véhicule, au même titre que le vélo ou les transports collectifs.
En plus des services proposés par des entreprises ou organismes qui achètent des véhicules et les louent, à partir de 2011, la France a vu se développer des services d'autopartage entre particuliers. Les propriétaires proposent directement leurs véhicules à d'autres conducteurs, principalement en passant par des plateformes de mise en relation.

## Principes
L'autopartage est une initiative communautaire, commerciale ou publique, ou élaborée comme partenariat public-privé. Il consiste à mettre à la disposition des utilisateurs un ou plusieurs véhicules adaptés à leurs besoins.
Ce principe s'applique principalement de deux façons : soit l'achat et le partage de véhicules, soit la location de courte durée.
Dans l'autopartage en tant que coopérative de moyens, des utilisateurs s'associent pour acheter et partager des véhicules. C'est le concept le plus souvent mis en œuvre, notamment en France, où en 2009, on comptait de 35 000 à 70 000 utilisateurs.
Dans l'autopartage en tant que service, des véhicules sont loués à l'heure ou à la journée, à des clients inscrits comme abonnés au service. Bien que dérivant des principes de base de la coopérative de moyens, ce service permet de répondre au même besoin. Au 13 mai 2011, l'Agence France-Presse dénombrait 25 000 adeptes de l’autopartage en France. En 2020, 294 000 Français auraient utilisé un service d’autopartage.

### Prospective
En 2012, certains véhicules sont déjà préparés en usine pour intégrer un logiciel et des capteurs améliorant les conditions de partage, avec notamment un état des lieux pouvant être fait par l'ordinateur de bord.

## Fonctionnement

### Autopartage «en boucle»
Ce modèle « en boucle » est le plus utilisé. Il consiste en des véhicules stationnés à des emplacements fixes pour l'enlèvement et la restitution.
Le service propose des voitures neuves, disponibles principalement en ville ou dans certains écoquartiers (Eva-Lanxmeer par exemple) ou en entreprises, le plus souvent dans des stationnements ou à des stations fixes.
L'utilisateur doit réserver un véhicule avant chaque utilisation. À cette occasion, il peut choisir :
- la durée de réservation (normalement très courte, de moins d'une heure à quelques heures) ;
- le type de véhicule (citadine, familiale, monospace, cabriolet, fourgonnette, etc.) ;
- l'endroit où il va prendre possession du véhicule.

La réservation peut se faire par différents moyens (téléphone, internet, SMS, etc.).
La prise de possession du véhicule se fait souvent de manière automatique « sans guichet » :
- soit avec une carte d'accès électronique qui déverrouille les portières ;
- soit avec une armoire à clés dans le parking s'ouvrant par mot de passe.

La restitution du véhicule se fait aussi de manière automatique. Les véhicules peuvent être empruntés et restitués à n'importe quelle heure du jour ou de la nuit.

### Autopartage entre particuliers
L'autopartage entre particuliers permet aux propriétaires de tirer un revenu de leur véhicule et aux locataires de disposer de véhicules de tous types, volumes et âges. L’emplacement des véhicules est aussi plus accessible puisque le service se développe partout où des particuliers en proposent : campagnes, banlieues ou villes. La prise de possession du véhicule peut se faire par échange de clés. La restitution du véhicule dépend alors de l’accord entre le propriétaire et le locataire.

### Autopartage en libre-service intégral
Également appelé « autopartage sans station (d'attache) » ou « autopartage flottant », l'autopartage en libre-service intégral est le mode le moins contraignant pour l'utilisateur, car il n'a pas besoin de réserver. Il récupère un véhicule et le dépose dans une vaste zone, souvent à l'échelle d'une ville entière, là où la signalisation le permet. Un site internet ou une application pour smartphone permettent d'accéder au véhicule et de le rendre en fin de trajet (par exemple, à Ulm où le concept d'autopartage développé par Daimler, SHARE NOW n'est soumis à aucune réservation). Ce mode de fonctionnement est comparable à celui de services de location de trottinettes ou de vélo électrique comme Lime ou Mobike.

### Facturation
Les différentes locations sont facturées périodiquement sur la base du type de véhicule, de la durée de réservation et de la distance parcourue. Les différents opérateurs ont cependant des grilles tarifaires différentes : au temps d'utilisation, un abonnement mensuel fixe avec un paiement à chaque utilisation selon le temps et le kilométrage (avec des frais de prise en charge fixes) ou au forfait.
Les tarifs horaires ou kilométriques et les éventuels frais d'abonnement comprennent l'ensemble des coûts liés au véhicule (investissement initial et des frais d'entretien, assurance, exploitation), dont : carburant, assurances, entretien, amortissement du véhicule, impôts et taxes, taxe sur les véhicules de tourisme et de société (pour les sociétés), taxe professionnelle (pour les sociétés).

## Utilisation
Selon l'économiste Frédéric Héran, l'autopartage permet de réduire le nombre de voitures en ville et permet aux ménages et aux professionnels de réduire leur possession de véhicules.
Une étude de l'ADEME et du cabinet 6-T démontre qu'une voiture partagée en boucle remplace dix voitures individuelles et permet ainsi d'économiser neuf places de stationnement.

### Alternative à un véhicule peu utilisé
De nombreuses personnes n'utilisent pas ou peu leur voiture (ou seconde voiture), car elles se rendent plus facilement au travail à pied, à bicyclette, à moto ou en transports publics. Elles conservent néanmoins leur voiture pour un usage occasionnel (achats, loisirs, visites, etc.). Cette voiture, qui parcourt généralement moins de 8 000 km par an, est associée à des coûts : amortissements, assurances, impôts, place de stationnement, etc.
Deux cas s’offrent à elles : 
- l'autopartage comme alternative à la possession d'une voiture individuelle. L'utilisateur ne possède plus de voitures, il en loue une uniquement quand il en a besoin. L’autopartage permet alors de libérer le volume d'un garage ou d'une place de parking ;
- l’autopartage entre particuliers comme moyen de tirer des revenus de cette voiture. L'utilisateur conserve sa voiture et la loue quand il ne l'utilise pas. L'autopartage permet ainsi de concilier possession de la voiture, écologie et optimisation de son budget.

### Utilisation combinée avec les transports publics
Localement, des abonnements combinés ont été mis en place par une grande partie des villes disposant d'un service d'autopartage. Ces abonnements couplent un abonnement transports publics et un abonnement autopartage, à un tarif avantageux.
À l'échelle d'un pays, des accords passés entre les services d'autopartage permettent la réservation d'un véhicule à la gare principale la plus proche de la destination finale. L'essentiel du voyage se fait en train, mais la dernière portion du trajet peut être effectuée en voiture, notamment lorsque les offres de transports publics sont peu pratiques ou inexistantes.
Les avantages d'une combinaison transports publics-autopartage sont :
- une plus grande utilisation des transports publics et des modes doux (vélo, marche) ;
- une rationalisation des pratiques de déplacements ;
- une augmentation de la mobilité disponible ;
- un gain d'argent (en évitant les coûts d'acquisition et d'entretien d'un véhicule peu utilisé et en réduisant le nombre de places de stationnement nécessaires) ;
- un gain pour l'environnement (réduction des gaz à effet de serre et de la pollution) ;
- une meilleure utilisation de l'espace public.

## Dans les pays francophones

### Belgique
En Belgique, l'opérateur historique d'autopartage est une société créée par l'ASBL Taxistop : Cambio.
Avec des partenaires allemands (Cambion), Taxistop fonde l'autopartage en Belgique en 2002, comme une action de MOSES – un programme de l'Union européenne. Ce service est alors disponible dans plus de vingt villes en Flandre, en Wallonie et à Bruxelles (en partenariat avec la STIB). Taxistop a également mis en place, en 2012, des outils pour aider les particuliers à partager un véhicule entre eux. En 2021, Taxistop change de nom et devient Mpact sans changer d'organisation.
La société Zen Car proposait un réseau d'autopartage électrique à Bruxelles. Elle a fait faillite en 2020.
Le service de voitures partagées DriveNow était disponible à Bruxelles de 2016 à 2020.
Depuis 2019, des voitures de Poppy sont disponibles à Bruxelles.

### Canada
Au Canada, le service Communauto existe depuis 1994. L'offre de service couvre désormais Gatineau, Québec, Montréal, Sherbrooke, Trois-Rivières, Victoriaville, Boisbriand, Laval, Terrebonne et la MRC des Collines au Québec, Ottawa, Toronto et Kingston en Ontario, Calgary et Edmonton en Alberta et Halifax en Nouvelle-Écosse. Afin d'encourager davantage la population à opter pour le transport en commun, les services de Communauto peuvent être combinés à l'accès à tarif réduit au nouveau réseau de vélos en libre-service BIXI, ainsi qu'aux services de transports en commun de la ville de Montréal. À Montréal, une autre compagnie, Autoplateau, offre ce service et dispose de plusieurs voitures sur le plateau Mont-Royal[réf. souhaitée].
En juin 2013, Communauto a lancé en partenariat avec une PME française un nouveau service d'autopartage avec des voitures en « libre-service intégral », permettant aux utilisateurs de rendre les véhicules, des Nissan Leaf, où ils le souhaitent dans des zones de Montréal définies.
Entre juin 2014 et février 2020, la compagnie de partage de voitures SHARE NOW était également disponible sur l'île de Montréal.

### France

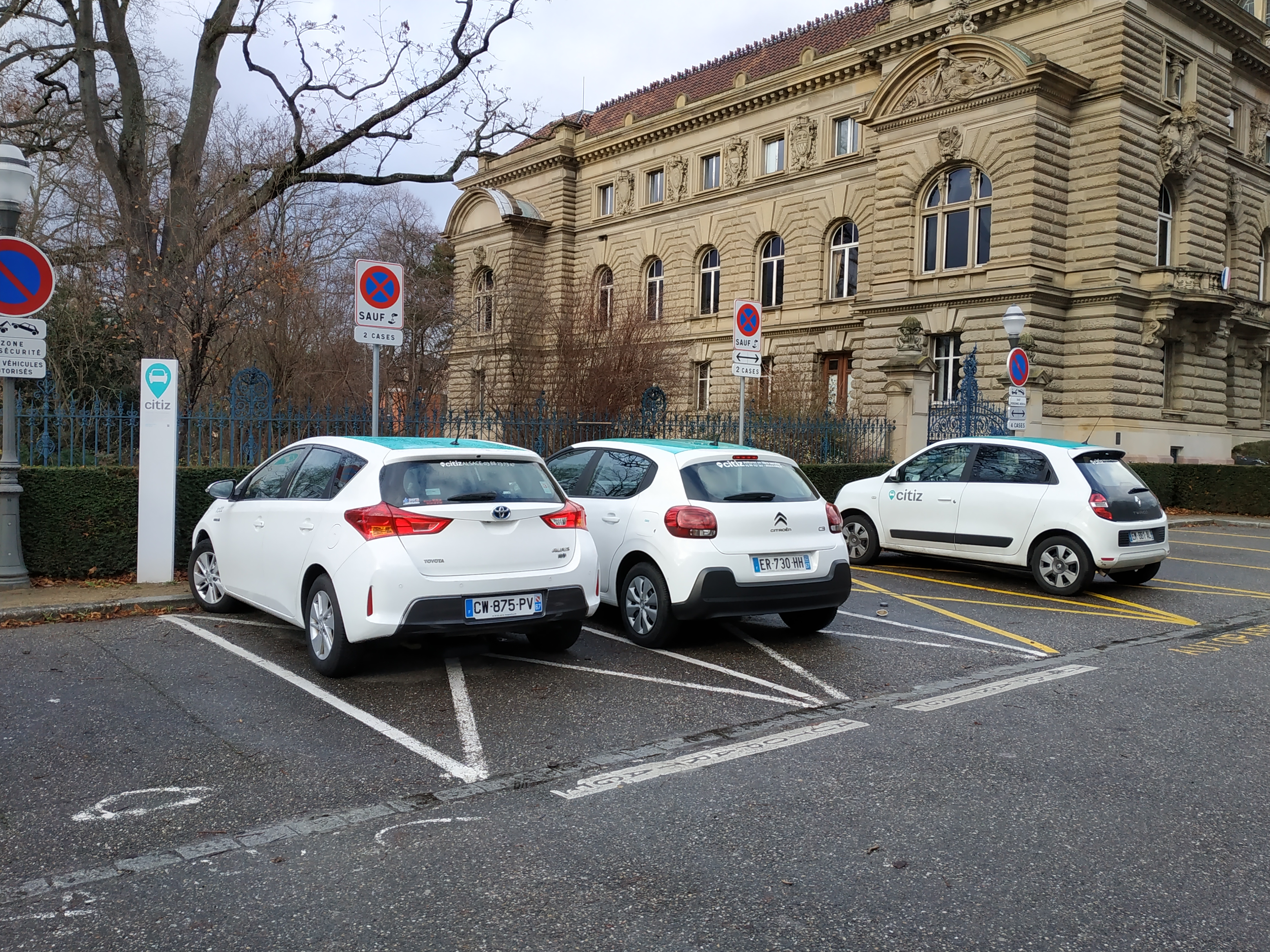
Station d'autopartage Citiz à Strasbourg.

Depuis 2012, la compagnie canadienne Communauto, fondée dans la ville de Québec, est présente à Paris.
Des expériences d’autopartage existent déjà depuis 1999 dans 23 grandes villes françaises.
Le développement de la location de voitures entre particuliers permet à l’autopartage de se développer dans toute la France, partout où des particuliers proposeront des véhicules, campagnes, banlieues comme villes pour de courtes durées.
Si les premières expériences françaises d’autopartage remontent aux années 1970, cette forme de transport ne s'est réellement développée qu'à partir de la fin des années 1990, sur le modèle de ce qui avait été inventé en Suisse au milieu des années 1980. L'avance de ces pays pourrait s'expliquer par une sensibilité accrue de la population, mais aussi par leur avance en matière de gestion du stationnement dans les centres-villes et par la qualité de leurs transports en commun ; autant d'incitations à n'utiliser la voiture que ponctuellement.
L'autopartage a été promu par certains élus, tels que le sénateur-maire Roland Ries. Il a fait l'objet d'une des nombreuses propositions du Grenelle de l'environnement, retenue par le Grenelle I et précisée par le projet de loi Grenelle II. Le projet de loi annonce un label consacré à l'autopartage, qui bénéficiera donc enfin d'une définition juridique claire « la mise en commun au profit d'utilisateurs abonnés d'une flotte de véhicules de transports terrestres à moteur. Chaque abonné peut accéder à un véhicule sans conducteur pour le trajet de son choix et pour une durée limitée ». Un décret en Conseil d'État fixait les conditions d'obtention du label, jusqu'à ce que la loi LOM (2019) renvoie aux autorités organisatrices de la mobilité le soin de fixer leurs propres conditions.
Au 1er janvier 2022, les acteurs de l'autopartage disposent de 12 677 véhicules pour 323 000 utilisateurs dans 736 communes,. De son côté, l'autopartage entre particuliers est une pratique moins connue, mais numériquement plus importante, concernant entre 35 000 et 70 000 personnes.
La Mairie de Paris a créé un label « autopartage, label Paris » ou « autopartage Paris », aujourd'hui disparu et remplacé par le service d'autopartage Mobilib', géré par plusieurs opérateurs privés.

### Luxembourg
Au Luxembourg, trois systèmes ont progressivement vu le jour depuis 2013 : City Mov' dans la Nordstad (sous la marque Nordstad eMovin) et à Hesperange, Carloh à Luxembourg et enfin Flex qui couvre l'ensemble du pays avec plus d'une vingtaine de stations. En 2018, le service City Mov' ferme ses portes, les stations d'Hesperange sont reversées au système Flex.

### Suisse
L'autopartage est très développé en Suisse. La coopérative Mobility a ouvert plus de 1 530 emplacements, totalisant 3 120 véhicules, desservant près de 224 000 utilisateurs. Elle a vu le jour en 1997, à la suite des coopératives ATG AutoTeilet-Genossenschaft et ShareCom, créées simultanément en 1987.
En 2017, le plus grand concessionnaire automobile de Suisse, AMAG Group SA, devient l’actionnaire principal de Sharoo, une plateforme d’autopartage entre particuliers fondée en 2013. Elle comptabilisait 50 000 utilisateurs, principalement en Suisse allemande. En 2020, elle cède son activité à 2EM Carsharing, qui devient la seule application à proposer l’autopartage entre particuliers[réf. à confirmer].
Des outils favorisent l'autopartage en autogestion, comme Co-oto et WeeShare. Ces applications mobiles offrent à leurs utilisateurs la possibilité de gérer leur propre système d'autopartage sans passer par des intermédiaires ou une plateforme de mise en relation.

## Autres pays

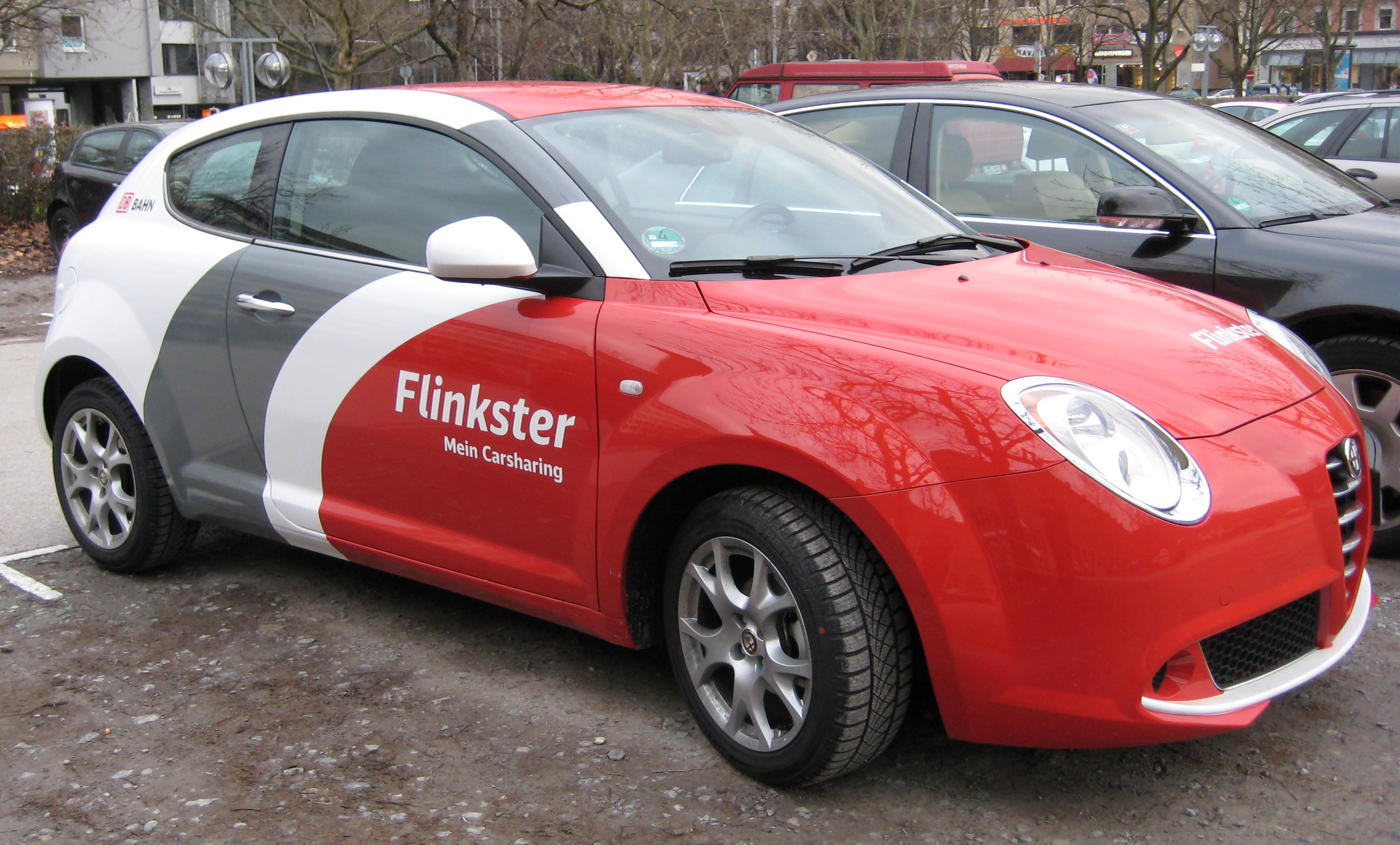
Voiture Flinkster, le service d'autopartage de la Deutsche Bahn, en Allemagne.

### Afrique du Nord
Cheetah Car devient la première plateforme maghrébine à proposer un système de covoiturage. En 2015, l'entreprise s'implante au Maroc, en Algérie et en Tunisie.

### Espagne
L'autopartage est très présent à Madrid, où l'on compte de nombreuses compagnies d'autopartage comme Share Now
, Emov, Wible, Zity, Wishilife, Ubeeqo, etc. Elles regroupent un total de plusieurs milliers de véhicules dont beaucoup de voitures hybrides ou électriques.

### États-Unis
Zipcar est actuellement la première société d'autopartage du monde. Elle est implantée dans une soixantaine de villes aux États-Unis et compte 325 000 utilisateurs. Elle propose de petits véhicules et des automobiles moins gourmandes en carburant.
Début 2013, ZipCar a été racheté par Avis, le groupe américain de location.

### Pays-Bas
Avec le Witkar, les Pays-Bas ont conduit une des premières expériences d'autopartage entre 1974 et 1986.

### Royaume-Uni
L'autopartage connaît un développement très rapide à Londres. Streetcar, créé en 2004, a été racheté par Zipcar en 2010